# 克里夫蘭-北基爾戈鎮區 (阿肯色州克萊縣)
克里夫蘭-北基爾戈鎮區（英語：Cleveland-North Kilgore Township）是位於美國阿肯色州克萊縣的一個行政鎮區。

## 地方資料
克里夫蘭-北基爾戈鎮區的面積為144.92平方千米，當中陸地面積為144.61平方千米，而水域面積為0.31平方千米。根據2010年美國人口普查的數據，當地共有人口2665人，而人口密度為每平方千米18.39人。